# Las Trillizas de Oro
Las Trillizas de Oro es el nombre artístico de las hermanas trillizas María Emilia, María Eugenia y María Laura Fernández Rousse (barrio porteño de Floresta, Argentina, 5 de julio de 1960), actrices, cantantes y presentadoras de televisión. También son conocidas en Europa como Trix.

## Biografía
Sus padres, Oscar "Pichi" Fernández (f. 01/05/2015) y Paulina Alicia "Chichita" Rousse (n. 19/09/1938), fueron empleados bancarios. Ella descubrió que estaba embarazada de tres al realizarse una radiografía. Nacieron en orden de mayor a menor Emilia, Eugenia y Laura el 5 de julio de 1960. Pasaron su infancia en el barrio porteño de Parque Avellaneda (Buenos Aires), y asistieron durante la primaria al Instituto Ana María Janer. Años más tarde se mudaron a Belgrano, donde asistieron al Colegio Nuestra Señora de la Misericordia. Comenzaron en la actuación haciendo comerciales para la televisión cuando apenas tenían cuatro años de edad; para 1968 gracias al Actor Alejandro Rey, amigo de su tío Lalo, hicieron su debut en el célebre programa de variedades llamado Sábados circulares dirigido por Pipo Mancera. Como cantantes grabaron discos bajo la producción de Ben Molar, el legendario productor que las lanzó a la fama.

## Televisión
A la edad de 13 años, en Venezuela, hicieron una novela de corte juvenil llamada Angelitos del demonio, presentada por Radio Caracas Televisión (RCTV), alternando con un programa semanal tipo show para la misma emisora televisiva.
En 1976, en Buenos Aires, presentaron un espectáculo llamado Canta, canta, canta compartiendo los escenarios con Estela Raval, José Ángel Trelles y Víctor Heredia. Ese mismo año comenzaron un programa en Canal 13 llamado El verano de los chicos junto a los personajes Carozo y Narizota, acompañados por Pipo Pescador.
En 1981 comenzaron a hacer apariciones en programas de televisión de Europa como Musikladen con canciones como «Fantasy». 
En la década del 80 protagonizaron exitosos programas de televisión como María, María y María (1980), Vacaciones en el 13 (1982), Diversiones en el 13 (1982), Ta Te Ti (1984) y en 1988 condujeron por canal 13 el programa infantil El Club de Mickey y grabaron el disco Desde Pueblo Duende, entre cuyos temas estaba «Personajes de fantasía» (cortina del programa), «La locomotora llega a la estación», «Derechito a Berlín», «Pueblo Duende», «Mi amiguito tiene un ratón», entre otros. Aquí lograron elevados niveles de audiencia en la televisión y gran éxito en los teatros. 
Después del éxito de El Club de Mickey se alejaron varios años de la conducción para dedicarse a la crianza de sus hijos, pero volvieron a la pantalla chica con un nuevo programa infantil llamado Las tres Marías; el cual tuvo tres temporadas (1996 - 1998) y durante todo este periodo se editaron casetes y CD como La música de Las Tres Marías, Con mucho amor, Cosquillitas en el corazón, y el VHS Las Tres Marías con mucho amor en vivo en el Teatro Astros, entre otros. 
En mayo de 2005 regresaron a la televisión como conductoras en un programa llamado Estamos como queremos en Canal Trece. Este programa era para toda la familia y contenía temas de actualidad, sketches como Las empleadas, Amor de madera y también juegos telefónicos en los cuales el espectador debía adivinar mediante un vídeo cuál era cada trilliza para ganar diferentes premios.
En 2008 fueron invitadas al programa de Susana Giménez y fue el gran regreso a la aparición pública. Durante la entrevista a las hermanas, el programa logró elevados niveles de audiencia. 
Han participado en numerosos programas de televisión de Argentina y otros países de América y Europa como Morfi, todos a la mesa, Almorzando con Mirtha Legrand, ¡Qué tiempo tan feliz! (España) y otros.    
Durante una entrevista junto a Susana Giménez confesaron que recibieron la oferta de una cifra millonaria para hacer una producción de fotos en la revista Playboy, la cual su padre rechazó; dijeron: "Nos ofrecieron hacer la tapa de Playboy las tres ligeras de ropa y nosotras dijimos ¡Que horror!" todo esto con un toque muy cómico, y revelaron que la revista Interviú (España) también les ofreció hacer la tapa de su revista pero ellas no aceptaron.
En 2018, hasta mediados de 2020 condujeron en el canal KZO de Cablevisión HD (30 Y 366)  junto al  "Pato Galván" el programa diario Mañanas nuestras con Fernando Prensa quien era su representante en espectáculos y panelistas; también tuvo la intervención en el mundo de la música la hija de María Emilia, Sonia Zavaleta. El programa tuvo numerosos invitados y buena recepción por parte del público y la prensa.

## Gira con Julio Iglesias
En 1978, a los 17 años, participaron en la película El tío Disparate junto a Palito Ortega y Carlitos Balá. Luego de haber formado parte de la película, en un vuelo desde Colombia hacia Argentina, la figura de Las Trillizas aparecía en la tapa de una revista. Y por recomendación de Palito Ortega, el cual se encontraba a bordo de ese vuelo, son contratadas por Julio Iglesias para realizar una gira mundial como sus coristas. Después de 2 años de haber adquirido fama internacional a través de la gira comenzaron a recibir contratos como presentadoras, conductoras y animadoras de programas de variedades.

## Éxito en Europa
En 1980 son contratadas por la Sony para grabar un disco pop que sería distribuido en Japón y toda Europa, la grabación se iba a realizar en Alemania en febrero, producido por Giorgio Moroder que era productor de ABBA y Donna Summer.
Este proyecto musical saldría a la luz bajo el nombre de "Trix" nombre con el cual también se darían a conocer internacionalmente. La gira promocional consistió mayoritariamente en presentaciones en Japón, Países Bajos, Alemania, Italia y España, entre otros. La promoción de este LP duro un año.
La primera repercusión de este trabajo discográfico, el track "Fantasy", alcanzó a ser "Revelación" en la Lista de los Billboard, pero a pesar de haber sido el sencillo más vendido del disco no llegó a ser top 5 en listas. 
En Japón el "boom" fue inesperado, el LP fue distribuido con el nombre de "Sensation" por Sony. El track 11 del disco, "I Like your Love", ascendió al N° 1  de la lista de éxitos, lo cual las Trillizas recordaron con gran asombro en entrevistas posteriores.
María Emilia decía el 30 de mayo de 2018 "en Japón como fue numero uno "I Like Your Love" la cantamos 15 veces porque era la numero uno...todos los días cantábamos la misma canción en vivo".
Con Trix recorrieron, entre 1980 y abril de 1982, Alemania, Japón y Holanda, presentando los temas de sus discos en inglés grabados bajo el ritmo música disco, muy popular en esa época. Grabaron muchos discos para países específicos los cuales se convertían en n.° 1 en más de un país con canciones como C'est la vie, Fantasy, I Like Your Love o Patatrac; esta última les dio mucha popularidad en Italia por lo cual aparecieron en muchos programas de televisión de ese país.
La gira por Europa culminó en abril de 1982. María Emilia se había casado en Argentina en diciembre del año anterior y para esto debieron apurar las grabaciones del programa Patatrac, grabando en dieciocho días los episodios correspondientes a tres meses. Luego de esto comenzaron la gira por Alemania, pero debido a que Emilia quedó embarazada de su primera hija, decidió no viajar más, decisión que Laura y Eugenia apoyaron.

## Familia
|        |        |        |        |              |              |              |              |              |              |          |          |                   |                   |                   |                   |                   |                   |       |       |       |       |  |  |  |  |           |           |           |           | Oscar Fernández | Oscar Fernández | Oscar Fernández | Oscar Fernández | Oscar Fernández | Oscar Fernández |               |               | Paulina Rousse | Paulina Rousse | Paulina Rousse | Paulina Rousse | Paulina Rousse  | Paulina Rousse  |                 |                 |                 |                 |  |  |       |       |       |       |       |       |  |  |  |  |         |         |         |         |             |             |             |             |             |             |         |         |               |               |               |               |               |               |         |         |         |         |
|        |        |        |        |              |              |              |              |              |              |          |          |                   |                   |                   |                   |                   |                   |       |       |       |       |  |  |  |  |           |           |           |           | Oscar Fernández | Oscar Fernández | Oscar Fernández | Oscar Fernández | Oscar Fernández | Oscar Fernández |               |               | Paulina Rousse | Paulina Rousse | Paulina Rousse | Paulina Rousse | Paulina Rousse  | Paulina Rousse  |                 |                 |                 |                 |  |  |       |       |       |       |       |       |  |  |  |  |         |         |         |         |             |             |             |             |             |             |         |         |               |               |               |               |               |               |         |         |         |         |
|        |        |        |        |              |              |              |              |              |              |          |          |                   |                   |                   |                   |                   |                   |       |       |       |       |  |  |  |  |           |           |           |           |                 |                 |                 |                 |                 |                 |               |               |                |                |                |                |                 |                 |                 |                 |                 |                 |  |  |       |       |       |       |       |       |  |  |  |  |         |         |         |         |             |             |             |             |             |             |         |         |               |               |               |               |               |               |         |         |         |         |
|        |        |        |        |              |              |              |              |              |              |          |          |                   |                   |                   |                   |                   |                   |       |       |       |       |  |  |  |  |           |           |           |           |                 |                 |                 |                 |                 |                 |               |               |                |                |                |                |                 |                 |                 |                 |                 |                 |  |  |       |       |       |       |       |       |  |  |  |  |         |         |         |         |             |             |             |             |             |             |         |         |               |               |               |               |               |               |         |         |         |         |
|        |        |        |        | María Emilia | María Emilia | María Emilia | María Emilia | María Emilia | María Emilia |          |          | Clemente Zavaleta | Clemente Zavaleta | Clemente Zavaleta | Clemente Zavaleta | Clemente Zavaleta | Clemente Zavaleta |       |       |       |       |  |  |  |  |           |           |           |           |                 |                 |                 |                 | María Eugenia   | María Eugenia   | María Eugenia | María Eugenia | María Eugenia  | María Eugenia  |                |                | Horacio Laprida | Horacio Laprida | Horacio Laprida | Horacio Laprida | Horacio Laprida | Horacio Laprida |  |  |       |       |       |       |       |       |  |  |  |  |         |         |         |         | María Laura | María Laura | María Laura | María Laura | María Laura | María Laura |         |         | Ernesto Trotz | Ernesto Trotz | Ernesto Trotz | Ernesto Trotz | Ernesto Trotz | Ernesto Trotz |         |         |         |         |
|        |        |        |        | María Emilia | María Emilia | María Emilia | María Emilia | María Emilia | María Emilia |          |          | Clemente Zavaleta | Clemente Zavaleta | Clemente Zavaleta | Clemente Zavaleta | Clemente Zavaleta | Clemente Zavaleta |       |       |       |       |  |  |  |  |           |           |           |           |                 |                 |                 |                 | María Eugenia   | María Eugenia   | María Eugenia | María Eugenia | María Eugenia  | María Eugenia  |                |                | Horacio Laprida | Horacio Laprida | Horacio Laprida | Horacio Laprida | Horacio Laprida | Horacio Laprida |  |  |       |       |       |       |       |       |  |  |  |  |         |         |         |         | María Laura | María Laura | María Laura | María Laura | María Laura | María Laura |         |         | Ernesto Trotz | Ernesto Trotz | Ernesto Trotz | Ernesto Trotz | Ernesto Trotz | Ernesto Trotz |         |         |         |         |
|        |        |        |        |              |              |              |              |              |              |          |          |                   |                   |                   |                   |                   |                   |       |       |       |       |  |  |  |  |           |           |           |           |                 |                 |                 |                 |                 |                 |               |               |                |                |                |                |                 |                 |                 |                 |                 |                 |  |  |       |       |       |       |       |       |  |  |  |  |         |         |         |         |             |             |             |             |             |             |         |         |               |               |               |               |               |               |         |         |         |         |
|        |        |        |        |              |              |              |              |              |              |          |          |                   |                   |                   |                   |                   |                   |       |       |       |       |  |  |  |  |           |           |           |           |                 |                 |                 |                 |                 |                 |               |               |                |                |                |                |                 |                 |                 |                 |                 |                 |  |  |       |       |       |       |       |       |  |  |  |  |         |         |         |         |             |             |             |             |             |             |         |         |               |               |               |               |               |               |         |         |         |         |
| Emilia | Emilia | Emilia | Emilia | Emilia       | Emilia       |              |              | Clemente     | Clemente     | Clemente | Clemente | Clemente          | Clemente          |                   |                   | Sonia             | Sonia             | Sonia | Sonia | Sonia | Sonia |  |  |  |  | Eugenia † | Eugenia † | Eugenia † | Eugenia † | Eugenia †       | Eugenia †       |                 |                 | Horacio         | Horacio         | Horacio       | Horacio       | Horacio        | Horacio        |                |                | Laura           | Laura           | Laura           | Laura           | Laura           | Laura           |  |  | Pilar | Pilar | Pilar | Pilar | Pilar | Pilar |  |  |  |  | Bárbara | Bárbara | Bárbara | Bárbara | Bárbara     | Bárbara     |             |             | Paulina     | Paulina     | Paulina | Paulina | Paulina       | Paulina       |               |               | Ernesto       | Ernesto       | Ernesto | Ernesto | Ernesto | Ernesto |

Luego de tanto éxito televisivo y de haber finalizado un contrato con la RAI, cada una decidió alejarse de los medios para formar su familia con polistas:
- María Emilia se casó en 1981 con Clemente Zavaleta, luego de ocho meses de noviazgo y tuvieron tres hijos: Emilia (n.21/02/1983), Clemente (n. 03/12/1985) y Sonia "Choni"(n.17/10/1989). "Mili" está casada con Santiago Di Benedetto, con quien tiene tres hijos, Belisario (n.08/05/2011), Carlota (n. 24/10/2013) y Augusta (n.21/09/2018). Clemente está casado con Isabelle Strom, nieta del magnate francés Robert Zellinger de Balkany y tienen una hija llamada Olympia (n. 06/09/2016) y otra llamada Assia Eugenie (n.18/02/2019). Por su parte Sonia es madre de Enero (n.04/11/2023).
- María Eugenia se casó en 1982 con Horacio Laprida y tuvieron cuatro hijos: Eugenia (n.11/06/1984 - f.25/06/2018), Horacio Jr.(n.12/05/1987), Laura (n.12/03/1990) y Pilar (n. 06/11/1992). Eugenia "Geñi", estuvo casada con el arquitecto César Bustos, con quien tuvo dos hijos: César (n.22/10/2007) y Cala (n.12/01/2013). Pilar se casó con el diseñador gráfico Jerónimo Bas el (n.17/02/2018) y tienen un hijo llamado León (n.11/2021) y otro llamado Romeo (n.01/2025). Laura se casó con el diseñador industrial y carpintero Eugenio Levis el 05/03/2020 y tuvieron su primer hijo, Otto (n.12/08/2025).
- María Laura se casó en 1983 con Ernesto Trotz, con quien tuvo tres hijos: Bárbara (n.23/02/1985), Paulina (n.30/06/1986) y Ernesto Jr "Rulo".(n.05/09/1989). Bárbara está casada desde 2007 con Tomás García del Río, con quien tiene una hija llamada Paz (n. 27/09/2009), un hijo llamado Pedro (n.25/02/2016) y otra hija llamada Azul (n.20/12/2019); y Paulina está casada desde 2012 con el rugbista Gonzalo Tiesi con quien tuvo cuatro hijos, Gonzalo Ignacio (n.26/05/2014) , Carlos Emilio "Ker" (n.15/12/2015), Borja (n. 14/10/20) y Esmeralda (n.21/09/2022). Se le involucró un romance con el Príncipe Guillermo de Cambridge, en el año 2007, el cual posteriormente se desmintió . El último en casarse fue Ernesto Jr. con la modelo y fotógrafa Paula Medrano (22/10/2016), quienes tienen un hijo llamado Ernesto Guillermo (n. 29/05/2019) y otra hija llamada Nieves (n. 20/10/2022).

La hija de María Emilia, Sonia Zavaleta, fue componente del grupo musical Gretta, con el cual editó un EP llamado Gretta y en 2017 también formó parte del elenco de Golpe al corazón. Actualmente se presenta como solista, bajo el nombre de Sonia Z.
La hija de María Eugenia llamada Laura Laprida es actriz y ha formado parte de grandes elencos televisivos como Historia de un clan,  Golpe al corazón, Rizhoma Hotel de Telefe, en Millennials de Net TV y Campanas en la noche de Telefe (Argentina).
Cada una de las trillizas se casó al año siguiente que la anterior, tuvieron su primer hijo al año siguiente que la anterior y le pusieron a su hijo varón el nombre de su marido. En la intimidad, cada una tiene un apodo utilizado habitualmente por los miembros de sus familias: por sus hijos son apodadas  "Mila" (Emilia), "Coca" (Eugenia) y "Lula" (Laura), y por sus nietos "Meme" (Emilia), "Coca" (Eugenia) y "Iaia" (Laura). María Emilia fue la última de las tres en ponerse de novia, pero fue la primera en casarse. En la familia existe una tradición desde su bisabuela, en la cual una mujer de cada generación se llama Laura. María Emilia es tía de trillizos, por parte del hermano menor de Clemente.

### Tío cardenal
Su tío Humberto Fernández Mozzoni fue nombrado cardenal de la Iglesia Católica; fue él quien ofició sus respectivas bodas religiosas.Además se desempeñó como secretario del estado del Vaticano durante los periodos de Juan Pablo I, Juan Pablo II, Benedicto XVI y Francisco I.

## Actualidad
Actualmente realizan apariciones en programas de televisión en Argentina y se han volcado a la solidaridad, ya que son madrinas de la Fundación Prosalud. También dirigen un estudio de arte donde se dictan talleres de teatro, canto, guitarra, piano y gimnasia. En 2017 María Emilia sufrió un asalto  en su casa en Pilar. Entre 2018 y 2020 conducían junto a Pato Galván y Fernando Prensa el programa Mañanas nuestras.

## Filmografía
- Un elefante color ilusión (1970)
- El tío Disparate (1978)
- Me olvidé de vivir (Todos los días, un día) (Con Julio Iglesias) (1978)
- ¡Qué linda es mi familia! (1980)
- Las vacaciones del amor (1981)

## Teatro
- Canciones con Sol (Teatro del Globo)
- Los chicos al Maipo (Teatro Maipo)
- Un Mar del Marias (Mar del Plata)
- Las 3 Marías con mucho amor (Teatro Astros, Mar del Plata)

## Discografía

### Álbumes de estudio
- 1969: Las Trillizas de Oro cantan doce nuevas canciones de Palito Ortega y Ben Molar  (Discos Fermata)
- 1974: El titiritero vagabundo  (Venezuela)
- 1977: Terremoto de amor - (ARFON)
- 1980: Las vacaciones del amor - (Microfón)
- 1981: Trix - (Jupiter Records - Alemania)
- 1981: Sensation - (CBS/SONY - Japón)
- 1982: In this Universe - (CBS/SONY - Jupiter Records - Japón y Alemania)
- 1982: Por suerte tengo un buen amigo - (Music Hall)
- 1988: Desde Pueblo Duende - (DBX Records S.R.L.)
- 1996: La música de las 3 Marías - (SONY Music Entertainment Argentina S.A.)
- 1997: Con mucho amor - (SONY Music Entertainment Argentina S.A.)
- 1998: Cosquillitas en el corazón - (Distribuidora Belgrano Norte)
- 2013: Trix Great - (Jupiter - Reedición en CD de discos Alemanes)

### Simples (Sencillos)
- 1969: «Las Trillizas de Oro» - (Discos Fermata)
- 1969: «Carta a los astronautas» - «Si vas para Chile» - (Discos Fermata)
- 1969: «Ob-La-Di, Ob-La-Da» - (Discos Fermata)
- 1969: «Con un beso, mamá» (Discos Fermata)
- 1970: «Un elefante color ilusión»  (Discos Fermata)
- 1971: «Ra-Ta-Tá» - (Discos Fermata)
- 1971: «Rancho de las flores» - «Si la gente comprendiera» - (Discos Fermata)
- 1971: «Mi madre querida» - (Discos Fermata)
- 1972: «Pochoclo» - «La canción del lalala» - (Discos Fermata)
- 1973: «Una cuna para mamá» - (Discos Fermata)
- 1974: «El titiritero vagabundo» - «Quiero recorrer mi ciudad» - (Discos Fermata)
- 1978: «Contigo tengo ganas de bailar» - (CBS - Editado en Argentina)
- 1979: «Tango, tango» - (CBS)
- 1980: «Verano feliz» - (Microfón - Editado en Argentina)
- 1981: «Si bailas, si cantas» - (Microfón - Editado en Argentina)
- 1981: «Fantasy» - (CNR - Jupiter Records - Editado en  Alemania - Holanda)
- 1981: «C'est La Vie» - (Baby Records - Jupiter Records -  Editado en Italia - Alemania)
- 1981: «Got to Get» - «The Feeling Again» - (CNR - Editado en Holanda)
- 1981: «I Like Your Love» - «Got To Get The Feeling Again» - (CBS/SONY - Editado en Japón)
- 1981: «Do-Ki-Do-Ki» - (CBS/SONY - Editado en Japón)
- 1981: «In This Universe» - (Jupiter Records - Editado en  Alemania)
- 1981: «Patatrac» - (Baby Records - Editado en Italia)
- 1982: «In This Universe» - (Splash Records - Editado en UK)
- 1982: «C'est La Vie» - «Just Wanna Dance Tonight» - (Hee Jee Records & Trading CO LTD. - Editado en Corea del Sur)

## Televisión
| Año       | Programa              | Canal    |
| --------- | --------------------- | -------- |
| 1968      | Sábados circulares    | Canal 13 |
| 1975      | Angelitos del demonio | RCTV     |
| 1977      | Festival infantil     | Canal 13 |
| 1978      | 625 líneas            | TVE      |
| 1981      | Patatrac              | RAI      |
| 1980      | María, María y María  | Canal 13 |
| 1982      | Vacaciones en el 13   | Canal 13 |
| 1982      | Diversiones en el 13  | Canal 13 |
| 1984      | TaTeTi                | Canal 13 |
| 1986      | Besitos, besitos      | Canal 13 |
| 1988      | El Club de Mickey     | Canal 13 |
| 1996-1998 | Las Tres Marías       | ATC      |
| 2005      | Estamos como queremos | Canal 13 |
| 2018-2020 | Mañanas nuestras      | KZO      |